# Robert Elswit
Robert Christopher Elswit (22 de abril de 1950) é um diretor de fotografia estadunidense, conhecido por colaborar frequentemente com o diretor Paul Thomas Anderson.
Elswit nasceu na Califórnia. Ele estudou na Universidade da Califórnia e na Universidade do Sul da Califórnia, em 1977 ele se formou no conservatório da American Film Institute.
Ele é um grande defensor de filmar com filme, e quando possível se recusa a filmar com câmeras digitais. Imagens filmadas digitalmente, ele diz, "não têm textura, não têm granulação".
Elswit trabalhou com o diretor George Clooney no filme Good Night, and Good Luck. O filme, apesar de preto e branco, foi filmado em cores. Elswit mais tarde, na pós-produção, converteu o filme para preto e branco. De acordo com ele, essa técnica preserva a sutileza das cores (como sombras complexas de preto e cinza) e faz o visual geral do filme parecer muito mais rico.
Ele recebeu sua primeira indicação ao Oscar de Melhor Fotografia em 2006, pelo seu trabalho em Good Night, and Good Luck. Dois anos mais tarde, Elswit foi novamente indicado e venceu o prêmio por There Will Be Blood.

## Filmografia
| Ano  | Filme                                |
| ---- | ------------------------------------ |
| 1985 | The Sure Thing                       |
| 1992 | The Hand That Rocks the Cradle       |
| 1994 | The River Wild                       |
| 1996 | Hard Eight                           |
| 1997 | Boogie Nights                        |
| 1997 | Tomorrow Never Dies                  |
| 1999 | 8mm                                  |
| 1999 | Magnolia                             |
| 2002 | Punch-Drunk Love                     |
| 2003 | Gigli                                |
| 2003 | Runaway Jury                         |
| 2005 | Good Night, and Good Luck            |
| 2005 | Syriana                              |
| 2007 | Michael Clayton                      |
| 2007 | There Will Be Blood                  |
| 2008 | Redbelt                              |
| 2008 | The Burning Plain                    |
| 2009 | Duplicity                            |
| 2010 | The Town                             |
| 2010 | Salt                                 |
| 2011 | Mission: Impossible – Ghost Protocol |
| 2012 | The Bourne Legacy                    |
| 2014 | Inherent Vice                        |
| 2014 | Nightcrawler                         |
| 2015 | Mission: Impossible – Rogue Nation   |